# 山形市立山寺小学校
山形市立山寺小学校（やまがたしりつ やまでらしょうがっこう）は、山形県山形市にある公立小学校である。

## 概要
山寺小学校は、山形市北東部にある山寺地区にあり、周辺には山寺・立石寺がある。校舎は山寺地区の西側に建っており、山形市立山寺中学校と併設されている。また山形市教育委員会から特認校の指定を受けている。

## 沿革
- 1874年（明治7年） - 開校。
- 1941年（昭和16年） - 国民学校令により、山寺村立山寺国民学校に改称。
- 1947年（昭和22年） - 学制改革により、山寺村立山寺小学校に改称。
- 1956年（昭和31年） - 市町村合併により、山形市立山寺小学校に改称。
- 1987年（昭和62年） - 校舎と体育館建築[1]し、山寺中学校との小中併設校として現在地に移転。
- 2004年（平成16年） - 特認校指定。

## 学区
- 山寺[2]

## 卒業後
- 山寺中学校または他中学校へ進学する

## 周辺
- 山形市立山寺中学校 - 同一建物内で、かつ進学先中学校。
- 山形市芦沢集会所
- JR東日本仙山線 - 線路は校地のすぐ南側を通るが、山寺駅はやや離れている。
- 立谷川
- 山形県道19号山形山寺線

## アクセス
- 山交バス「芦沢口」停留所より、
  - 「C4系統」山形駅前経由山交ビル行のりばから、徒歩約305m・約5分。
  - 「D56系統」山寺駅前経由芭蕉記念館前行のりばから、徒歩約270m・約4分。
- JR東日本仙山線山寺駅から、徒歩約720m・約11分。